# Меренберг, Георг-Михаэль Александр
Граф Гео́рг-Михаэ́ль Алекса́ндр фон Ме́ренберг (нем. Georg Michael von Merenberg; 16 октября 1897, Ганновер, Германская империя — 11 января 1965, Висбаден, ФРГ) — немецкий военный и аристократ, правнук А. С. Пушкина и внук императора Александра II.

## Происхождение

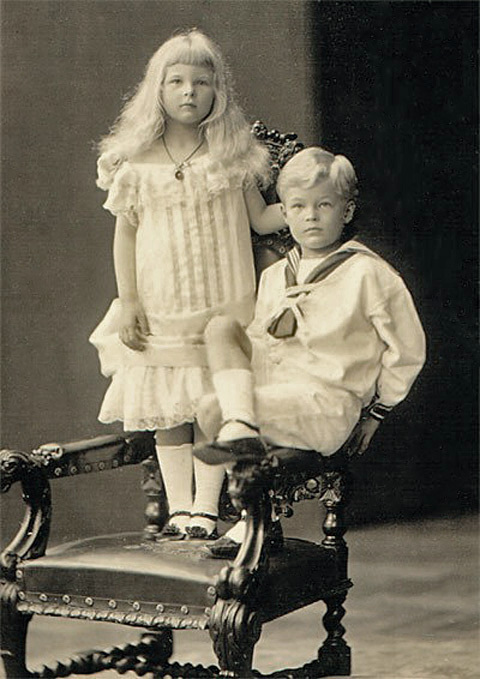
Георг-Михаэль с сестрой, ок. 1900.

Георг-Михаэль фон Меренберг происходил из рода Меренбергов — морганатической ветви Нассауского дома. Его отцом был граф Георг-Николай фон Меренберг, сын принца Николая Вильгельма Нассауского, брата великого герцога Люксембургского Адольфа, и Натальи Александровны Дубельт (урождённой Пушкиной), дочери русского поэта Александра Сергеевича Пушкина, получившей в браке титул графини фон Меренберг. Поскольку брак был морганатическим, то потомки от этого брака не могли претендовать на престол Люксембурга. Георг-Николай фон Меренберг был женат на урождённой светлейшей княжне Ольге Александровне Юрьевской, дочери российского императора Александра II от княжны Екатерины Михайловны Долгоруковой. Таким образом, Георг-Михаэль фон Меренберг по отцу был близким родственником великих герцогов Люксембургских и правнуком Александра Пушкина, а по матери приходился двоюродным братом российскому императору Николаю II.
Георг-Михаэль фон Меренберг родился 16 октября 1897 года и был одним из близнецов, однако второй ребёнок, Александр-Адольф, умер через полгода после рождения.

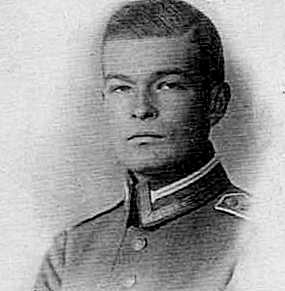
В 1917 году

Георг-Михаэль хорошо знал русский язык, в отличие от своего отца, который знал всего несколько слов. В детстве Георг-Михаэль мечтал стать врачом, но воспитывался родителями в аристократическом духе, полагаясь на будущую удачную женитьбу и ренту отца за отказ от люксембургского престола.

## Военная служба
Семья жила в Висбадене, когда началась Первая мировая война. Отец был ротмистром ландвера и воевал в кайзеровской армии в одной из прусских гвардейских кавалерийских частей. Георг-Николай добился разрешения для себя и своего сына участвовать в боевых действиях на Западном фронте, чтобы не сражаться против русских. Отец занимался обучением рекрутов в Висбадене, а Георг-Михаэль воевал на территории Франции и там попал в плен.
После войны Георг-Михаэль вернулся домой офицером. Деньги, находившиеся на банковских счетах семьи, обесценила инфляция. Георг-Михаэль вынужден был сдавать часть своей 5-комнатной квартиры в аренду, чтобы свести концы с концами. В 1926 году по расчету женился на баронессе Полетт фон Кёвер де Дьердьш-Сент-Миклош, но брак через два года распался. В 1940 году граф женился во второй раз на Элизабет Мюллер-Ури.
В 1941 году у них родилась дочь, в мае 1941 года Георга-Михаэля призвали в армию и отправили на Восточный фронт. Фон Меренберг служил в наземных подразделениях Люфтваффе. В Белоруссии фон Меренберг получил ранение в боях с партизанами.
Был противником нацизма — несмотря на происхождение и опыт Первой мировой войны, практически не продвигался по службе, дважды подвергался суду военного трибунала: первый раз — за отказ отдать честь партийным приветствием, второй раз — за надругательство над партийной эмблемой.
Летом 1944 года он был вынужден принять назначение на должность коменданта греческого острова Парос, где немцы строили стратегически важный аэродром — предшественник фон Меренберга был ранен британскими диверсантами и местными партизанами, а Меренберг был единственным старшим офицером на острове.
16 мая 1944 года английская подводная лодка высадила возле посёлка Трипити отряд диверсантов под командованием капитана Андерса Лассена. Объединившись с местными партизанами в Марпессе, они тяжело ранили немецкого командира аэродрома, а в Продромосе убили двух немецких радистов. Отражая нападение на аэродром, немцы взяли в плен 23-летнего партизана Николаса Стелласа. Он выдержал допросы, отказавшись раскрыть имена своих товарищей. В результате его публично повесили, а за нападение на аэродром были взяты в заложники 125 человек местных жителей, которым грозил расстрел.
Первое, что сделал фон Меренберг после назначения комендантом — под свою личную ответственность отменил запланированный расстрел 125 заложников. Ключевую роль в спасении жизней заложников сыграл архимандрит местного мужского монастыря Лонгварда Филофей (Зервакос), который оказал большое влияние на решение фон Меренберга взять на себя ответственность и отменить казнь.

## Послевоенные годы
После войны фон Меренберг тяжело болел и пребывал в депрессии. После ковровых бомбардировок британской авиации квартира Георга-Михаэля и особняк его отца были полностью разрушены, семья переехала в съёмное жильё.
Скончался Георг-Михаэль 11 января 1965 года в Висбадене или Майнце. Похоронен на Висбаденском Северном кладбище. Со смертью графа Георга-Михаэля угас и род графов фон Меренберг.

## Награды
- Железный крест 2 класса за Первую мировую войну.
- Железный крест 2 класса за Вторую мировую войну.
- Железный крест 1 класса за Вторую мировую войну.

## Семья
Первая жена: с 7 января 1926 (развод в 1928) баронесса Полет фон Кёвер де Дьёрдьёш-Сент-Миклош. Детей от этого брака не было.
Вторая жена: с 27 июля 1940 Элизабет Анна Мюллер-Ури (1 июля 1903 — 18 ноября 1963), дочь Фридриха Антона Мюллера-Ури и Софии Элизабет Буркхард. От этого брака родилась одна дочь:
- Клотильда Элизабет фон Меренберг (род. 14 мая 1941); муж: с 25 мая 1965 года Энно фон Ринтелен (9 ноября 1921 — 16 октября 2013)[2][3].

Сестра: графиня Ольга Екатерина Анна (3 октября 1898 — 15 сентября 1983); муж: с 14 ноября 1923 года граф Михаил Тариелович Лорис-Меликов (1900—1980).